# 28068 Stephbillings
28068 Stephbillings è un asteroide della fascia principale. Scoperto nel 1998, presenta un'orbita caratterizzata da un semiasse maggiore pari a 2,3243821 au e da un'eccentricità di 0,1694683, inclinata di 4,91816° rispetto all'eclittica.
L'asteroide è dedicato all'insegnante statunitense Stephanie Billings.